# John Codrington (portaestandarte en Azincourt)
John Codrington (1364-1475) fue un caballero inglés. John era el portaestandarte del rey Enrique V en la batalla de Azincourt, durante la guerra de los Cien Años, en 1415. Fue el ancestro de la familia Codrington. Murió en 1475 a la edad de 111 años. Fue enterrado de la iglesia de San Pedro de Wapley en Gloucestershire.

## Matrimonio y descendencia
John se casó dos veces. Primero se casó con Margery Chalkeley con quien tuvo dos hijos. Luego se casó con Alicia Besyls con quien tuvo tres hijos. 